# Satu Nou (okręg Prahova)
Satu Nou – wieś w Rumunii, w okręgu Prahova, w gminie Baba Ana. W 2011 roku liczyła 109 mieszkańców.